# Théorème ATS
En mathématiques, le théorème ATS est le théorème sur l'approximation d'une somme trigonométrique par une autre plus courte. L'application du théorème ATS est utile dans de nombreux problèmes de physique théorique mathématique.

## Historique du problème
Dans certains domaines des mathématiques et physique mathématique, les sommes de la forme
{\displaystyle S=\sum _{a<k\leq b}\varphi (k)e^{2\pi if(k)}\qquad (1)}
sont étudiées, où {\displaystyle \varphi (x)} et {\displaystyle f(x)} sont des fonctions à valeurs réelles. De telles sommes apparaissent, par exemple, en théorie des nombres dans l'analyse de la fonction zêta de Riemann, dans la résolution de problèmes liés aux points entiers dans les domaines du plan et dans l'espace, dans l'étude des séries de Fourier, et dans la solution d'équation différentielle telles que l'équation des ondes, l'équation de potentiel, l'équation de la chaleur.
Le problème d'approximation de la série (1) par une fonction convenable a déjà été étudié par Euler et Poisson.
On définira la longueur de la somme {\displaystyle S} comme le nombre {\displaystyle b-a} (pour les entiers {\displaystyle a} et {\displaystyle b,} c'est le nombre de termes dans {\displaystyle S}).
Sous certaines conditions sur {\displaystyle \varphi (x)} et {\displaystyle f(x)} la somme {\displaystyle S} peut être remplacé avec une bonne précision par une autre somme {\displaystyle S_{1},}
{\displaystyle S_{1}=\sum _{\alpha <k\leq \beta }\Phi (k)e^{2\pi iF(k)},\ \ \ (2)}
où la longueur {\displaystyle \beta -\alpha } est bien inférieur à {\displaystyle b-a.}
Des relations de la forme
{\displaystyle S=S_{1}+R,\qquad (3)}
où {\displaystyle S,}{\displaystyle S_{1}} sont respectivement les sommes (1) et (2), {\displaystyle R} est un reste, avec des fonctions {\displaystyle \varphi (x)} et {\displaystyle f(x)} bien choisies, ont été obtenus par G. H. Hardy et J. E. Littlewood,,, lorsqu'ils ont déduit une équation fonctionnelle approximative pour la fonction zêta de Riemann {\displaystyle \zeta (s)} et par I. M. Vinogradov, dans l'étude des quantités de points entiers dans les domaines du plan. Sous sa forme générale le théorème a été démontré par J. Van der Corput,, (sur les résultats récents liés au théorème de Van der Corput on peut lire en).
Dans chacun des ouvrages mentionnés ci-dessus, certaines restrictions sur les fonctions {\displaystyle \varphi (x)} et {\displaystyle f(x)} ont été imposées. Avec des restrictions pratiques (pour les applications) sur {\displaystyle \varphi (x)} et {\displaystyle f(x),} le théorème a été prouvé par A. A. Karatsuba dans (voir aussi,).

## Théorème ATS

### Notations
1. Pour {\displaystyle B>0,B\to +\infty ,} ou {\displaystyle B\to 0,} la notation {\displaystyle 1\ll {\frac {A}{B}}\ll 1} signifie qu'il existe des constantes {\displaystyle C_{1}>0} et {\displaystyle C_{2}>0,} telles que {\displaystyle C_{1}\leq {\frac {|A|}{B}}\leq C_{2}.}
2. Pour un nombre réel {\displaystyle \alpha ,} la notation {\displaystyle \|\alpha \|} désigne la distance au plus proche entier {\displaystyle \|\alpha \|=\min(\{\alpha \},1-\{\alpha \})}.

### Enoncé
Soient les fonctions réelles ƒ(x) et {\displaystyle \varphi (x)} définies sur le segment [a, b] satisfaisants les conditions suivantes :
1) {\displaystyle f''''(x)} et {\displaystyle \varphi ''(x)} sont continues ;
2) il existe des nombres {\displaystyle H,}{\displaystyle U} et {\displaystyle V} tels que
{\displaystyle H>0,\qquad 1\ll U\ll V,\qquad 0<b-a\leq V}
et
{\displaystyle {\begin{array}{rc}{\frac {1}{U}}\ll f''(x)\ll {\frac {1}{U}}\ ,&\varphi (x)\ll H,\\\\f'''(x)\ll {\frac {1}{UV}}\ ,&\varphi '(x)\ll {\frac {H}{V}},\\\\f''''(x)\ll {\frac {1}{UV^{2}}}\ ,&\varphi ''(x)\ll {\frac {H}{V^{2}}}.\\\\\end{array}}}
On définit les réels {\displaystyle x_{\mu }} par l'équation
{\displaystyle f'(x_{\mu })=\mu ,}
Alors
{\displaystyle \sum _{a<\mu \leq b}\varphi (\mu )e^{2\pi if(\mu )}=\sum _{f'(a)\leq \mu \leq f'(b)}C(\mu )Z(\mu )+R,}
où
{\displaystyle R=O\left({\frac {HU}{b-a}}+HT_{a}+HT_{b}+H\log \left(f'(b)-f'(a)+2\right)\right);}
{\displaystyle T_{j}={\begin{cases}0,&{\text{si }}f'(j){\text{ est un entier}};\\\min \left({\frac {1}{\|f'(j)\|}},{\sqrt {U}}\right),&{\text{si }}\|f'(j)\|\neq 0;\\\end{cases}}}
{\displaystyle j=a,b;}
{\displaystyle C(\mu )={\begin{cases}1,&{\text{si }}f'(a)<\mu <f'(b);\\{\frac {1}{2}},&{\text{si }}\mu =f'(a){\text{ ou }}\mu =f'(b);\\\end{cases}}}
{\displaystyle Z(\mu )={\frac {1+i}{\sqrt {2}}}{\frac {\varphi (x_{\mu })}{\sqrt {f''(x_{\mu })}}}e^{2\pi i(f(x_{\mu })-\mu x_{\mu })}\ .}
La variante la plus simple du théorème ATS est le lemme de Van der Corput.

## Lemme de Van der Corput
Soit {\displaystyle f} une fonction réelle dérivable sur l'intervalle {\displaystyle ]a,b]} avec {\displaystyle f'} monotone de signe constant et soit une constante {\displaystyle \delta } telle que {\displaystyle 0<\delta <1} satisfait l'inégalité {\displaystyle |f'|\leq \delta .} Alors
{\displaystyle \sum _{a<k\leq b}e^{2\pi if(k)}=\int _{a}^{b}e^{2\pi if(x)}dx+\theta \left(3+{\frac {2\delta }{1-\delta }}\right),}
où {\displaystyle |\theta |\leq 1.}
Si les paramètres {\displaystyle a} et {\displaystyle b} sont des nombres entiers, alors il est possible de substituer la dernière relation par les suivantes :
{\displaystyle \sum _{a<k\leq b}e^{2\pi if(k)}=\int _{a}^{b}e^{2\pi if(x)}\,dx+{\frac {1}{2}}e^{2\pi if(b)}-{\frac {1}{2}}e^{2\pi if(a)}+\theta {\frac {2\delta }{1-\delta }},}
où {\displaystyle |\theta |\leq 1.}
Sur les applications de l'ATS aux problèmes de physique, voir,,,.